# Буткевич Дар'я Олександрівна
Дар'я Олександрівна Буткевич (нар. 5 вересня 1996, Петропавловськ-Камчатський, Росія) — українська волейболістка, діагональний нападник.

## Із біографії
З двух років її родина мешкала у Житомирі. Вихованка місцевої спортшколи «Авангард» (перший тренер Георгій Марчук). Кар'єру професійної спортсменки розпочала в клубі «Харків'янка». У складі житомирського «Полісся» стала переможницею вищої ліги 2019 року.. Наступного сезону у суперлізі зігала 28 матчів і набрала 465 очок. У 2020 році разом з Олександрою Міленко з «Галичанки» перейшла до череповецького клубу «Сєвєрянка». Потім грала за команди з Швейцарії і Фінляндії.

## Клуби
| Роки      | Команди                  |
| --------- | ------------------------ |
| 2015—2017 | «Харків'янка» (Харків)   |
| 2017—2020 | «Полісся» (Житомир)      |
| 2019—2021 | «Сєвєрянка» (Череповець) |
| 2021—2022 | «Валь-де-Траверс»        |
| 2022—2023 | «Оріведен Понністус»     |
| 2023—2024 | ЛП «Вієсті»              |
| 2024—     | «Лейшоеш»                |